# The Sims 4: День Спа
The Sims 4: День Спа (англ. The Sims 4: Spa Day) — второй игровой набор к компьютерной игре The Sims 4. Выход набора состоялся 14 июля 2015 года на цифровой платформе Origin. Тема набора завязана вокруг возможности посещать спа-салон и заниматься йогой.
Критики назвали «День Спа» назвали небольшим и причудливым дополнением, добавляющим красивый набор минималистской мебели но слишком специфичным. При этом данный игровой набор в итоге стал самым невостребованным среди игроков The Sims 4.

## Геймлей
Игровой набор добавляет возможность посещать спа-салон и получать там ряд процедур, таких, как массаж рук, ног, спины. Также сим может принимать разные грязевые ванны и посещать сауну. Помимо этого, набор добавляет навык — здоровый образ жизни, который представляет собой занятие йогой и медитацию, с высоким уровнем навыка сим во время медитации сможет  левитировать и телепортироваться. Такие объекты, как массажные столики, грязевые ванны и сауны, игрок может также размещать у себя на участке. В набор включена коллекция мебели в современном, минималистском стиле ваби саби.

### Обновление от 2021 года
В рамках обновления от 7 сентября 2021 года, игровой процесс игрового набора был дополнен. Например был добавлен маникюр и педикюр, позволяя симам красить ногти и придавать им разные формы, маски для лица, йогой можно заниматься отныне детям. Также были добавлены несколько предметов и дополнительные окраски для существующих. Симы могут также обучать других медитации и самоконтролю и становиться дзен гуру или специалистами по самообслуживанию.

## Создание и выпуск
Впервые о предстоящем выпуске второго игрового набора стало известно 30 июня 2015 года. При этом ранее проводился опрос, касаемый темы спа-процедур и что игроки хотели бы там видеть. 14 июля 2015 года стал доступен официальный трейлер к набору. Выход набора состоялся 14 июля 2015 года, который доступен для покупке на цифровой Origin
На физических носителях набор вышел в составе коллекции The Sims 4 Коллекция 1 (англ. The Sims 4 Bundle Pack 11) 31 июля 2015 года в США и 4 августа 2015 года в России. Второй раз набор вошёл в состав коллекции The Sims 4 Коллекцияː Веселимся вместе, вышедшей 13 декабря 2016 года в США. 18 апреля 2019 года дополнение вышло на игровых приставках PlayStation 4 и Xbox One.

## Музыка
Вместе с игровым набором в игру были добавлены ряд композиций в стиле нью эйдж
| №  | Название                     | Автор(ы)           | жанр/звучит вː | Длительность |
| -- | ---------------------------- | ------------------ | -------------- | ------------ |
| 1. | «Into The Crystal»           | The Unicorn Hunter | Нью Эйдж       | 2:55         |
| 2. | «Tears Of The Dolphin Dream» | The Unicorn Hunter | Нью Эйдж       | 3:01         |
| 3. | «Stardust Temple»            | The Dawn of Dar    | Нью Эйдж       | 2:05         |
| 4. | «Moonbeam Beach»             | The Dawn of Dar    | Нью Эйдж       | 1:47         |
| 5. | «Simfinity»                  | Crystal Paws       | Нью Эйдж       | 3:26         |
| 6. | «Temporal Tonic»             | Crystal Paws       | Нью Эйдж       | 3:17         |
| 7. | «Another Solar Visitation»   | Valhalla Von       | Нью Эйдж       | 2:01         |
| 8. | «Ashwagandha Air Cycle»      | Valhalla Von       | Нью Эйдж       | 2:25         |

## Восприятие
| Сводный рейтинг    | Сводный рейтинг |
| Агрегатор          | Оценка          |
| ------------------ | --------------- |
| GameRankings       | 77,5 %          |
| Metacritic         | 7,5             |
| Иноязычные издания |                 |
| Издание            | Оценка          |
| Gry Online         | 7,2/10          |

Сайт TheGamer назвал «День Спа» по состоянию на 2019 год лучшим игровым набором в The Sims 4. Тем не менее игровой набор занял последнее место по популярности среди игроков.
Критик Gaming Trend назвал игровой набор достойным расширением для The Sims 4, который добавляет большое разнообразие спа-процедур для сима, а по разнообразию новых возможностей по мнению критика, «День спа» даже превосходит первый набор «В Поход». Основной недостаток дополнения заключается в концентрации на узкоспециальной теме, которая заметна лишь при посещении спа-салона, тем не менее объекты можно добавить на свой участок. Также критику пришлись по душе новые объекты в современном и минималистическом стиле, которые украсят интерьер дома и сада.  
Более сдержанный отзыв оставил рецензент impulse gamer, назвав игровой набор небольшим и причудливым расширением, которое даст возможность отдохнуть вашим симам и добавит набор из красивых объектов строительства и интерьера. При этом критик назвал набор переоценённым и не стоящим своих денег, так как он по своей масштабности совсем далёк от предыдущего набора «В Поход», добавляющего новый игровой мир.